# NGC 3855
NGC 3855 (другие обозначения — IC 2953, UGC 6709, MCG 6-26-25, ZWG 186.33, PGC 36530) — спиральная галактика с перемычкой (SBb) в созвездии Большая Медведица. Открыта Генрихом Луи д’Арре в 1864 году.
Этот объект входит в число перечисленных в оригинальной редакции «Нового общего каталога». Первооткрыватель указал неточные координаты, и нет достоверной информации, что он наблюдал именно эту галактику, хотя обозначение NGC 3855 принято применять к ней. В 1896 году галактику независимо открыл Стефан Жавел, это открытие попало в Индекс-каталог как IC 2953.